# Nioaque
Nioaque är en kommun i Brasilien.   Den ligger i delstaten Mato Grosso do Sul, i den södra delen av landet, 1 000 km sydväst om huvudstaden Brasília. Antalet invånare är 14 396.
Omgivningarna runt Nioaque är huvudsakligen savann. Runt Nioaque är det mycket glesbefolkat, med 4 invånare per kvadratkilometer.